# Cyathea ruiziana
Cyathea ruiziana är en ormbunkeart som beskrevs av Kl. Cyathea ruiziana ingår i släktet Cyathea och familjen Cyatheaceae. Inga underarter finns listade.